# Moscow River Cup
Moscow River Cup (Кубок Москва-ріки) — жіночий тенісний турнір, що проводиться під егідою Жіночої тенісної асоціації просто неба на ґрунтових кортах у російському місті Москва з 2018 року. Турнір має статус міжнародного, але призовий фонд утричі вищий, ніж у інших турнірів міжнародної категорії. Час проведення турніру (липень) не зовсім удалий, оскільки в цей час провідні тенісистки вже завершили трав'яний сезон й починають готуватися до Відкритого чемпіонату США, що відбувається на твердому покритті.

## Фінали

### Одиночний розряд
| Рік  | Чемпіонка       | Фіналістка         | Рахунок            |
| ---- | --------------- | ------------------ | ------------------ |
| 2018 | Ольга Данилович | Анастасія Потапова | 7–5, 6–7(1–6), 6–4 |

### Парний розряд
| Рік  | Чемпіонки                          | Фіналістки                          | Рахунок  |
| ---- | ---------------------------------- | ----------------------------------- | -------- |
| 2018 | Анастасія Потапова Віра Звонарьова | Олександра Панова Галина Воскобоєва | 6–0, 6–3 |